# ديبي أوستين
ديبي أوستين (بالإنجليزية: Debbie Austin)‏ هي لاعبة غولف أمريكية، ولدت في 1 فبراير 1948 في أونيدا في الولايات المتحدة.

## وصلات خارجية
- ديبي أوستين على موقع رابطة لاعبات الغولف المحترفات (الإنجليزية)